# Анненково-Лісне
Анненково-Лісне (рос. Анненково-Лесное) — село в Майнському районі Ульяновської області Російської Федерації.
Населення становить 477 осіб. Входить до складу муніципального утворення Анненковське сільське поселення.

## Історія
Від 2004 року входить до складу муніципального утворення Анненковське сільське поселення.

## Населення
| 2010 |
| ---- |
| 477  |